# Necol (Argentina)
Necol é uma localidade do partido de Carlos Tejedor, da Província de Buenos Aires, na Argentina.